# Michele Zappullo
Michele Zappullo (* 5. August 1548 in Capaccio; † nach 1616 in Neapel) war ein italienischer Jurist, der auch als Historiker und Astronom sowie Theologe hervortrat.
Nachdem  Michele Zappullo seine Eltern im Alter von 18 Jahren verlor hatte, begab er sich nach Neapel. 1575 wurde er dort im Zivil- sowie im Strafrecht promoviert, woraufhin er seine Arbeit als Advokat an den Neapolitaner Gerichtshöfen aufnahm.
Sein wichtigstes Werk waren die Historie di quattro principali Città del Mondo, Gervsalemme, Roma, Napoli e Venetia, die erstmals in Vico Equense im Jahr 1598 gedruckt wurden. Darin häuft er eine große Menge an nicht immer zusammenhängendem und geordnetem Wissen an. Auch schließt er bald an die vier dargestellten Stadtgeschichten von Jerusalem, Rom, Neapel und Venedig einen discorso delle Indie an.
In einer späteren Auflage, erschienen in Neapel 1609, weitete er den letzten Abschnitt aus, um über Japan, China, Ägypten und Syrien zu schreiben. Dabei deutet er die menschliche Geschichte als eine Abfolge von Zeitaltern im Lichte göttlicher Interventionen, hob aber zugleich darin die Bedeutung Neapels hervor, um in diesem Heilsplan (vor dem Hintergrund der Gegenreformation) bestehen zu können. Auch weitete er seinen Blick nach Amerika aus, in die Neue Welt. Den dortigen Indianern spricht er jede Kultur ab, wirft ihnen jede erdenkliche Sündhaftigkeit vor. Millionen ihrer Seelen seien durch eigene Schuld verloren gegangen, weil dort der Teufel geherrscht habe.
Auf dem Gebiet der Sternenbeobachtung tat er sich im selben Jahr hervor, nämlich mit seinem ebenfalls in Vico Equense aufgelegten Werk Discorso delle tavole astronomiche. Auch dieses Werk wurde überarbeitet und neu aufgelegt, nämlich 1603 in Vicenza, 1605 und 1609 in Neapel.

## Werke
- Historie di quattro principali Città del Mondo, Gervsalemme, Roma, Napoli e Venetia, Vicenza 1603. (Digitalisat)
- Discorso delle tavole astronomiche, Vico Equense 1598; erneut 1602, dann unter dem Titel Discorso delle tavole astronomiche: nel quale sono regole facili per trovare l’Aureo numero, la Patta, la lettera Domenicale, l’Inditione, il Bisesto, la Quaresima, l’Advento, di che giorno entrano li mesi, il Far della Luna, & in che segno ella sempre si trova: il moto del Sole, gli eclissi suo, e della luna etc., Giacomo Carlino e Costantino Vitale, Neapel 1609.
- Sommario della vita del Salvadore colla cronologia dalla creazione del Mondo fino alla sua natività, Neapel 1600, erneut 1608.
- Commentaria super pragmatica quinta de administrazione rerum ad civitatem pertinentium cum Cronologia doctorum antiquorum, ac Imperatorum, ac Pontificum, et Regum, qui condiderunt leges: glossatorum, et aliorum jurisperitorum lectorum, consulentium, et judicantium, qui pro tempore fuerunt usque ad praesens, Neapel 1616, erneut 1621.